# Parnassia perciliata
Parnassia perciliata är en benvedsväxtart som beskrevs av Friedrich Ludwig Diels. Parnassia perciliata ingår i släktet Parnassia och familjen Celastraceae. Inga underarter finns listade.